# Немецкий крестовый монах
Немецкий монах (нем. Deutsche Nönnchen) — порода голубей, выведенная немецкими голубеводами. Порода была известна в начале XVII столетия. Немецкие селекционеры добились больших успехов в выведении крестовых. Сейчас в России Немецкие монахи называются Крестовыми монахами. Эта порода голубей получила своё название монах за цветную шапочку на голове, а крестовый — за цветной хвост и цветные перья первого порядка в крыльях, которые при полёте напоминают крест. Остальное оперение белое. Эти птицы довольно широко распространены у российских голубеводов.

## Общее впечатление
У голубей этой разновидности прекрасная осанка, гордый вид, высокая посадка на ногах. Порода устойчивая и жизнеспособная. Птицы имеют своеобразный рисунок оперения, цветное оперение у крестовых монахов бывает черное, красное, желтое, кофейное, пепельное, голубое и серебряное. Окраска должна быть насыщенной, ровной. Птица средних размеров 34-36 см. Голова округло-удлиненная, узкая, сухая, спускающимся вытянутым лбом. Глаза средней величины, живые, выразительные, с белой или жемчужной радужной оболочкой и тёмным зрачком. Клюв средней длины 15-17 мм. Шея средней длины, относительно тонкой головы и плавно переходящая в грудь и спину. На задней части шеи грива — продолжение чуба. Спина прямая удлиненная, покатая к хвосту. Грудь относительно широкая. Хвост плоский, длинный, узкий, состоящий из 12 перьев. Ноги средней длины неоперённые, светло-красные, когти светлые. Характерной чертой породы является раковинообразный, плотный, высокий чуб, переходящий сзади в гриву, а по бокам опускающийся до ушей с завитками на концах.
Птицы относятся к среднеклювым турманам.

## Полёт
Полёт монахов круговой на небольшой высоте, стае, непродолжительный. Среди монахов встречаются так называемые «скакуны». Сидя на крыше, они, как только увидят летящего чужого голубя, соскакивают с места и, хлопая крыльями, «приглашают» его на свою голубятню.

## Содержание
К условиям содержания нетребовательны, плодовиты и хорошо выкармливают птенцов.